# 158520 Ricardoferreira
158520 Ricardoferreira este un asteroid din centura principală de asteroizi.

## Descriere
158520 Ricardoferreira este un asteroid din centura principală de asteroizi. A fost descoperit pe 19 martie 2002 la Fountain Hills (Arizona) de Charles W. Juels și Paulo R. Holvorcem. Asteroidul prezintă o orbită caracterizată de o semiaxă mare de 2,68 ua, o excentricitate de 0,08 și o înclinație de 28,9° în raport cu ecliptica.